# 五藍湖國家公園
五藍湖國家公園是伯利兹的國家公園，位於該國中部卡約區，面積16平方公里，始建於1991年4月，有吼猴、貘、無尾刺豚鼠、西猯、犰狳等野生動物棲息。